# Lyle Foster
Lyle Brent Foster (* 3. září 2000 Soweto) je jihoafrický profesionální fotbalista, který hraje na pozici útočníka za anglický klub Burnley FC a za jihoafrický národní tým.

## Klubová kariéra

### Orlando Pirates
Foster je odchovancem jihoafrického klubu Orlando Pirates a v sezóně 2017/18 se Foster stal členem A-týmu. Byl zářoveň zařazen mezi 60 nejnadějnšjších mladých hráčů na světě podle anglického deníku The Guardian. Po odehrání 9 ligových utkání v dresu Orlanda zamířil do Evropy.

### AS Monaco
V lednu 2019 podepsal s Monakem smlouvu do června 2023. Po půlroce v Monaku se přesunul na roční hostování do belgického Cercle Brugge.

### Vitória SC
Po návratu z hostování v létě 2020 se tehdy 19letý útočník přesunul do Portugalska, kde uzavřel pětiletou smlouvu s Vitórií Guimarães.

### KVC Westerlo
V portugalské nejvyšší soutěži ale nastupoval jen sporadicky, a tak po roce odešel na roční hostování s opcí do Westerlo. Do belgického klubu po skončení hostování přestoupil natrvalo.
Westerlo na konci roku 2022 odmítlo nabídku ve výši 7,5 milionu eur na Lyla Fostera od anglického Burnley.

### Burnley
Dne 25. ledna 2023 však Foster do Burnley přeci jen přestoupil, a to za částku okolo 11 milionů euro. Během své první půlsezóny v Anglii se nedokázal prosadit do základní sestavy, pomohl však Burnley jednou brankou k postupu do Premier League.
Svého debutu v anglické nejvyšší soutěži se dočkal 11. srpna 2023, kdy odehrál celé utkání proti Manchesteru City. 27. srpna vstřelil svůj první gól v Premier League, a to při prohře 1:3 s Aston Villou a svou střeleckou formu potvrdil i v následujícím ligovém střetnutí s Tottenhamem (prohra 2:5). 18. září byl v závěru zápasu s Nottinghamem Forest vyloučen za nesportovní chování.

## Reprezentační kariéra
Foster debutoval v jihoafrické reprezentaci 8. října 2020 v přátelském utkání s Namibií.